# Suéliton Florencio Nogueira
Suéliton Florencio Nogueira, conhecido como Suéliton (Guarabira, 26 de junho de 1991), é um futebolista brasileiro que atua como zagueiro. Atualmente, está no ABC.

## Carreira
Suéliton começou sua carreira nas categorias de base do Campinense. Realizou sua estreia pelo time paraibano na vitória por 2 a 0 diante do Salgueiro em partida válida pela Série C de 2010. Mas no ano seguinte se transferiu para a Ponte Preta, mas sem oportunidades se transferiu no mesmo ano para o Mogi Mirim, realizou sua estreia pelo time paulista em uma derrota por 2 a 1 para o Concórdia em partida válida pela Série D de 2012.
Em 2012, retornou ao futebol paraibano para atuar pelo CSP. Mas no começo ficou atuando pelas categorias de base, apenas em 2014 atuou oficialmente estreando como titular no empate por 2 a 2 diante do Sousa em partida válida pelo Campeonato Paraibano. Ainda no mesmo ano foi contratado por empréstimo pelo ABC para a temporada de 2014. Estreou pelo time alvinegro na vitória por 2 a 1 diante do Alecrim, em partida válida pelo Campeonato Potiguar. Marcou seu primeiro gol pelo ABC na derrota por 3 a 2 para o América de Natal, Suéliton chegou a ajudar o time alvinegro a empatar o jogo em 1 a 1, mas não evitou a derrota para o rival regional.
Voltou a marcar na vitória por 2 a 1 diante do Santa Cruz em partida válida pela Série B de 2014. Em janeiro de 2015 teve os seus 50% direitos econômicos comprados pelo ABC sendo oficialmente jogador do Mais Querido. No segundo turno do Campeonato Potiguar se destacou ao lado de Leandro Amaro por não ter sofrido nenhum gol ao longo do turno, que fez com que o ABC se consagrasse campeão da Copa RN.
Em dezembro de 2015, foi confirmado o empréstimo do jogador do América Mineiro até o fim de 2016.
Em agosto de 2021, rescindiu seu contrato com o Remo e assinou com o ABC, retornando ao clube após seis anos, que defendeu durante 2015 até 2016.

## Títulos
ABC
- Copa RN: 2015

América-MG
- Campeonato Mineiro: 2016

Cuiabá
- Campeonato Mato-Grossense: 2017